# Kulturna krajina Lednice-Valtice
Kulturna krajina Lednice-Valtice (češko Lednicko-valtický areál) je kulturno-naravna krajina s površino  283,09  km2 v okolici vasi Lednice in Valtice na Južnem Moravskem v bližni  Břeclava v Češki republiki. Krajina je od leta 1996 vpisana na Unescov seznam svetovne naravne in kulturne dediščine.

## Zgodovina
Vojvode Liechtensteinski, ki so imeli najmanj od leta 1140 do 13. stoletja in od leta 1807 velike posesti na Moravskem, Spodnji Avstriji, Šleziji in Štajerski, so leta 1249 pridobili gradova v Lednicah in Valticah, s čimer se je začelo naseljevanje njune okolice. 

### 17.—19. stoletje
Liechtensteini so v 17. —20. posest okrog gradov  pretvorili v velik urejen zasebni park. V 19. stoletju so ga preuredili po angleških načelih urejevanja krajinskih  parkov,  gradova pa sta dobila baročni  in neogotski videz. 
Leta 1715 sta bila gradova povezana s cesto z drevoredom, ki je kasneje dobila ime po pesniku Petru Bezruču. Ledniški ribniki (češko Lednické rybníky) ležijo med vasmi Valtice, Lednice in Hlohovec. Velik del kulturne krajine pokrivajo borovi gozdovi, področje ob reki Dyji pa logi.

### 20. stoletje
V 20. stoletju je ozemlje južne Moravske pripadlo Češkoslovaški. Ker je družina  Liechtenstein nasprotovala priključitvi čeških Sudetov k nacistični Nemčiji, so nacisti zasegli vse njihove posesti in jih leta 1939 preselili v Vaduz. Po drugi svetovni vojni je družina večkrat poskušala po pravni poti doseči vrnitev svojih posesti. Ker socialistična češkoslovaška oblast ni vračala veleposesti izgnanim aristokratskim zemljiškim posestnikom, so bili njihovi poskusi neuspešni. 
Po češkoslovaški žametni revoluciji leta 1992 so Liechtensteini ponovno poskušali pridobiti zasežene posesti, vendar je sedanja češka vlada kot njihov lastnik zahteve zavrnila.

## Galerija
- Grad Lednice
- Grajski rastlinjak v Lednicah
- Notranjost rastlinjaka
- Vrt ledniškega gradu
- Grad Lednice
jahalnica
- Srednji ledniški ribnik
- Grad Valtice
- Dvorec
- Ivanov grad
- Lovski dvorec

## Sklic
1. ↑  http://whc.unesco.org/en/list/763.
2. ↑  The former Liechtenstein possessions of Lednice-Valtice. Minor Sights. September 2014. Pridobljeno  4. oktobra  2014.

## Vir
- World Monuments Fund – Lednice and Valtice Cultural Landscape